# Ак-Кашат
Ак-Кашат (кирг. Ак-Кашат) — село в Сокулукском районе Чуйской области Кыргызстана. Входит в состав Джаны-Пахтинского айылного аймака.

## География
Село расположено в северной части области, на северном берегу водохранилища Спартак реки Сокулук, на расстоянии приблизительно 25 километров (по прямой) к северо-западу от села Сокулук, административного центра района. Абсолютная высота — 603 метра над уровнем моря.

## Население
Согласно оценочным данным Национального статистического комитета Кыргызской Республики, численность населения села на начало 2023 года составляла 549 человек.
| год     | 2009 | 2014 | 2015 | 2020 | 2021 | 2023 |
| ------- | ---- | ---- | ---- | ---- | ---- | ---- |
| человек | 428  | 472  | 344  | 474  | 480  | 549  |